# Amic Ier
Pour les articles homonymes, voir Amic.
Amic Ier (Amicus) (décédé après 788 ou 791) est un comte de Maguelone connu par un document (les actes d'un concile) daté de l'an 788 ou 791.

## Biographie
Il apparaît comme témoin de l'archevêque de Narbonne au sujet des limites du diocèse d'une part avec le Razès (que réclamait l'évêque d'Elne) et d'autre part avec la région de l'Orb (que réclamait l'évêque de Béziers). Il dépose au concile de Narbonne de 791 et c'est l'unique document connu le concernant. L'abbé Gariel en 1583 dans son Histoire des évêques de Maguelone le déclare fils d'Aygulf, comte de Maguelone et père de Benoit d'Aniane, alors qu'Amic est le frère de ce dernier. Amic avait également une sœur du nom d'Osmonde.
Il a accompagné Charlemagne dans les guerres d'Italie.

## Sources
- dom Claude Devic et dom Joseph Vaissète (dir.), Histoire générale de Languedoc : Volume I, Toulouse, édition Privat, 1872 (1re éd. 1745)